# Culicoides corti
Culicoides corti är en tvåvingeart som beskrevs av Ottis Robert Causey 1938. Culicoides corti ingår i släktet Culicoides och familjen svidknott. Inga underarter finns listade i Catalogue of Life.